# Rœschwoog
Rœschwoog (en alsacià Reschwuch) és un municipi francès, situat a la regió del Gran Est, al departament del Baix Rin. L'any 1999 tenia 1.905 habitants.
Forma part del cantó de Bischwiller, del districte de Haguenau-Wissembourg i de la Comunitat de comunes del Pays Rhénan.

## Demografia
| 1962  | 1968  | 1975  | 1982  | 1990  | 1999  |
| ----- | ----- | ----- | ----- | ----- | ----- |
| 1.247 | 1.309 | 1.421 | 1.539 | 1.573 | 1.905 |

## Administració
| Període   | Identitat      | Partit | Qualitat |  |
| --------- | -------------- | ------ | -------- |  |
| 2001-2008 | Jean Lorentz   |        |          |  |
| 2008-     | Michel Lorentz |        |          |  |